# Malan Breton
Malan Breton (Taipéi, 16 de junio de 1973) es un diseñador de moda, cineasta, músico, columnista y ocasional actor nacido en Taiwán y nacionalizado estadounidense.

## Biografía
Breton nació en Taipéi en 1973. A mediados de la década de 1990 decidió mudarse a los Estados Unidos para trabajar inicialmente como modelo. Instalado en tierras americanas, empezó a desempeñarse como estilista de celebridades, trabajando con clientes como Celine Dion, Linda Evangelista y Kylie Minogue. Impulsado por el diseñador canadiense Arnold Scaasi, en la década de 2000 abrió su propio taller de diseño y empezó a participar en diversos eventos de moda como la Semana de la Moda de Nueva York, la Semana de la Moda de Londres y la Semana de la Moda de Milán, entre otros.
En 2019 fue nombrado Embajador de las Artes del Reino Unido por el Parlamento Británico. Como celebridad televisiva ha aparecido en programas de cadenas como E!, ESPN, ABC y Bravo TV. Es uno de los invitados frecuentes en programas de telerralidad como Project Runway y Next Top Model.
El 27 de marzo de 2020 lanzó su primer sencillo musical, una versión de la canción "Somethin' Stupid", con la colaboración del grupo pop japonés Emergency Tiara. La canción debutó en la décima posición de la lista pop de iTunes en Francia.